# Chile nos Jogos Olímpicos de Verão de 1912

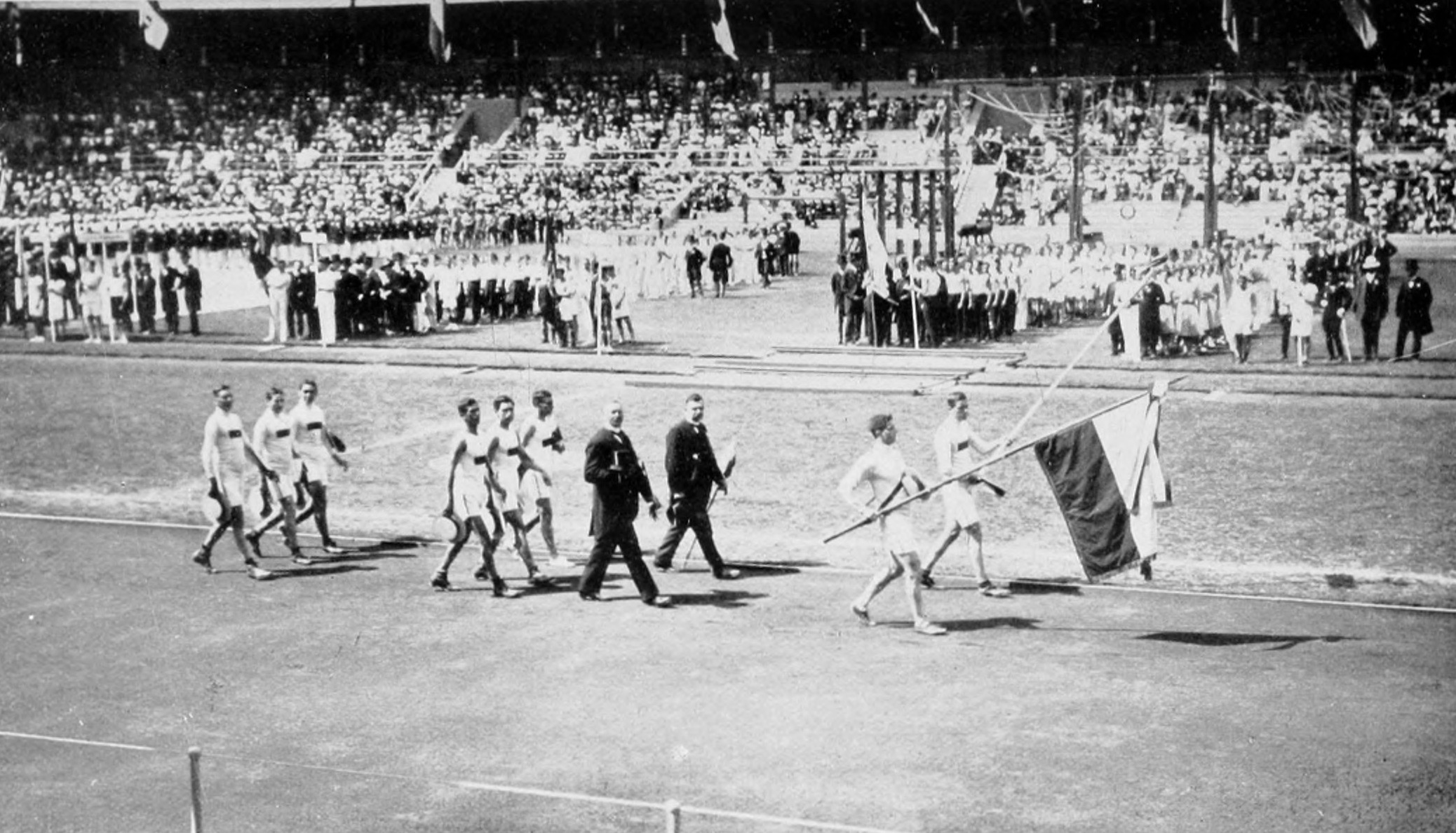
A delegação do Chile na cerimônia de abertura.

O Chile competiu nos Jogos Olímpicos de Verão de 1912 em Estocolmo, Suécia. Foi a primeira participação oficial do país nos Jogos Olímpicos da Era Moderna, embora algumas fontes afirmem que um único atleta chileno competiu nos Jogos Olímpicos de Verão de 1896.

## Atletismo
6 atletas representaram o Chile.
Posições são dadas de acordo com a classificação do atleta na bateria.
| Atleta             | Eventos                            | Eliminatórias | Eliminatórias | Semifinal    | Semifinal    | Final       | Final       |
| Atleta             | Eventos                            | Resultado     | Posição       | Resultado    | Posição      | Resultado   | Posição     |
| ------------------ | ---------------------------------- | ------------- | ------------- | ------------ | ------------ | ----------- | ----------- |
| Pablo Eitel        | 100m masculino                     | ?             | 6             | Não avançou  | Não avançou  | Não avançou | Não avançou |
| Pablo Eitel        | 200m masculino                     | ?             | 5             | Não avançou  | Não avançou  | Não avançou | Não avançou |
| Pablo Eitel        | 110m com barreiras masculino       | 17.2          | 1             | ?            | 4            | Não avançou | Não avançou |
| Rodolfo Hammersley | Salto em altura masculino          | N/A           | N/A           | 1.60         | 28           | Não avançou | Não avançou |
| Rodolfo Hammersley | Salto em altura estático masculino | N/A           | N/A           | 1.40         | 13           | Não avançou | Não avançou |
| Federico Mueller   | 800m masculino                     | ?             | 5-7           | Não avançou  | Não avançou  | Não avançou | Não avançou |
| Leopoldo Palma     | 800m masculino                     | ?             | 4             | Não avançou  | Não avançou  | Não avançou | Não avançou |
| Rolando Salinas    | Marcha atlética 10 km masculino    | N/A           | N/A           | N/A          | N/A          | Não começou | Não começou |
| Alfonso Sánchez    | 5.000m masculino                   | N/A           | N/A           | Não terminou | Não terminou | Não avançou | Não avançou |
| Alfonso Sánchez    | 10.000m masculino                  | N/A           | N/A           | Não terminou | Não terminou | Não avançou | Não avançou |
| Alfonso Sánchez    | Maratona masculina                 | N/A           | N/A           | N/A          | N/A          | Não começou | Não começou |

## Ciclismo
Quatro ciclistas representaram o Chile. Foi a primeira participação do país no esporte. Alberto Downey teve o melhor tempo no Individual contra o relógio masculino. a única corrida realizada, ficando na 42ª posição. O equipe de 4 atletas teve um tempo combinado que os colocou na 9ª posição de 15 equipes.

### Ciclismo de Estrada
| Ciclista                                                   | Eventos                               | Final      | Final   |
| Ciclista                                                   | Eventos                               | Resultado  | Posição |
| ---------------------------------------------------------- | ------------------------------------- | ---------- | ------- |
| Alberto Downey                                             | Individual contra o relógio masculino | 11:53:02.5 | 42º     |
| Arturo Friedemann                                          | Individual contra o relógio masculino | 12:28:20.8 | 67º     |
| Cárlos Koller                                              | Individual contra o relógio masculino | 12:13:49.2 | 58º     |
| José Torres                                                | Individual contra o relógio masculino | 12:39:39.5 | 74º     |
| Alberto Downey Arturo Friedemann Carlos Koller José Torres | Equipe contra o relógio masculino     | 49:14:52.0 | 9º      |

## Hipismo
Saltos
| Cavaleiro        | Cavalo | Evento            | Final       | Final     |
| Cavaleiro        | Cavalo | Evento            | Penalidades | Pontuação |
| ---------------- | ------ | ----------------- | ----------- | --------- |
| Enrique Deichler | Chile  | Saltos Individual | 14          | 16        |
| Elias Yañes      | Patria | Saltos Individual | 24          | 25        |

## Tiro
Dois atiradores representaram o Chile. Foi a estreia do país no esporte. Ambos os homens participaram dos mesmos quatro eventos, com Ekwall sendo o melhor da dupla em três deles.
| Atirador      | Evento                                         | Final     | Final   |
| Atirador      | Evento                                         | Resultado | Posição |
| ------------- | ---------------------------------------------- | --------- | ------- |
| Felix Alegriá | Rifle 600m masculino                           | 61        | 72º     |
| Felix Alegriá | Carabina militar três posições 300 m masculino | 77        | 48º     |
| Felix Alegriá | Pistola livre 50m masculino                    | 406       | 38º     |
| Felix Alegriá | Tiro rápido 25m masculino                      | 259       | 25º     |
| Harald Ekwall | Carabina 600m masculino                        | 67        | 67º     |
| Harald Ekwall | Carabina militar três posições 300 m masculino | 80        | 43º     |
| Harald Ekwall | Pistola livre 50m masculino                    | 430       | 23º     |
| Harald Ekwall | Tiro rápido 25m masculino                      | 217       | 38º     |